# Amir DZ
Amir DZ, surnom d'Amir Boukhors, est un blogueur et opposant algérien. Ses critiques du régime algérien et sa participation au mouvement de contestation du Hirak lui valent d'être condamné par la justice algérienne à 20 ans de prison par contumace.
Réfugié en France, son enlèvement en avril 2024 et ses suites sont largement médiatisées un an plus tard après l'arrestation d'un agent consulaire algérien accusé de l'avoir commandité. Les relations entre l'Algérie et la France s'en trouvent de nouveau affectées.

## Biographie
Amir Boukhors, dit « Amir DZ » est blogueur, principalement connu pour être l’auteur de très nombreuses vidéos opposées au pouvoir en place en Algérie. À partir de 2015, il révèle régulièrement des scandales touchant des proches du régime du président algérien Abdelaziz Bouteflika. Il participe au mouvement de contestation populaire du « Hirak », débuté en février 2019 et qui a eu pour conséquence la démission du président. Il est suivi par plus d’un million de personnes sur YouTube. Par la suite, il continue de critiquer « sans ménagement l’État algérien et la corruption de ses dirigeants ». Il est également à l’origine de révélations sur des faits de corruption concernant l’armée algérienne. Le journaliste Nicolas Beau indique qu'Amir DZ, proche du mouvement islamiste Rachad (en), reçoit ses informations de  certains militaires algériens. Ainsi, selon la journaliste Salima Tlemçani du média algérien El Watan, l'ancien directeur de la police algérienne, Farid Zinedine Bencheikh, a été auditionné en 2024 concernant des informations données à des cyberactivistes comme Amir DZ ou Hichem Aboud qui critiquent le régime algérien.
Il est actif sur les réseaux sociaux, notamment TikTok mais aussi X et Instagram, où il réunit respectivement 241 000 et 154 000 abonnés. Des dizaines de milliers d'internautes suivent chaque jour ses publications en arabe,.

### Installation en France
Il est installé en France depuis 2016. L’Algérie a émis neuf mandats d’arrêt internationaux à son encontre. Sept de ces mandats d’arrêt ont été émis dans le cadre de condamnations en Algérie pour des faits d’escroquerie. D’autre part, la justice algérienne l’accuse d’« adhésion à un groupe terroriste ciblant la sécurité de l’État et l’unité nationale », de « financement d’un groupe terroriste ciblant la sécurité de l’État » et de « blanchiment d’argent dans le cadre d’une bande criminelle »,. En septembre 2022, la justice française émet des avis défavorables aux demandes d’extradition vers l’Algérie du blogueur. Dans ses deux arrêts, la cour d’appel de Paris estime « important » le risque qu’Amir Boukhors ne bénéficie pas « des droits attachés aux nécessités de sa défense et au respect de sa personne » en Algérie, prenant en compte dans sa décision « les dernières publications relatives au traitement judiciaire des dossiers relatifs à des opposants politiques ». 
En décembre 2022, il est condamné par la justice algérienne à 20 ans de prison par contumace. Amir Boukhors obtient l'asile politique en France en 2023.

### Enlèvement d'avril 2024
Fin avril 2024, il est kidnappé par des hommes cagoulés devant chez lui puis relâché,. Selon son avocat, la séquestration aurait duré près de 27 heures. 
En avril 2025, des interpellations font suite à cet enlèvement d'avril 2024. Selon les enquêteurs de la section antiterroriste (SAT) de la brigade criminelle de Paris et de la Direction générale de la sécurité intérieure (DGSI), ce projet d’assassinat a été potentiellement commandité par les services secrets algériens. Quatre suspects sont placés en garde à vue. Trois d'entre eux sont poursuivis, selon le parquet national antiterroriste (Pnat), pour arrestation, enlèvement, séquestration ou détention arbitraire suivie de libération avant le 7e jour, en relation avec une entreprise terroriste. Parmi les trois personnes mises en examen et soupçonnées d'implication dans l'enlèvement de l'influenceur algérien, l’une d’elles travaille au sein du consulat d’Algérie à Créteil. Peu après, le gouvernement algérien exprime « sa vive protestation » après le placement en détention en France de son agent consulaire. Outre l'enlèvement, cet agent consulaire est accusé du recrutement  d'un fonctionnaire franco-algérien au sein du ministère français de l’Économie et des Finances et ce pour avoir connaissance d'informations confidentielles sur des personnalités algériennes réfugiées en France. Ce fonctionnaire, arrêté en décembre 2024, était proche d'une employée de l’Office français de protection des réfugiés et apatrides, elle est aussi mise en examen. C'est grâce à ce fonctionnaire que l'agent consulaire a pu localiser Amir DZ. Le 28 avril, la demande de remise en liberté provisoire de cet agent consulaire est refusée par la cour d’appel de Paris au regard du risque de fuite de celui-ci à l'étranger. C'est aussi le cas de deux autres inculpés,,. En mai 2025, un militaire algérien membre de la Direction générale de la Documentation et de la Sécurité extérieure algérienne (DGDSE) est mis en cause lors de l'enquête. Présent à Paris « sous la couverture diplomatique de Premier secrétaire de l’ambassade d’Algérie », il n'a pas été arrêté,. Le 16 mai, quatre hommes considérés comme les exécutants de l'enlèvement sont inculpés et placés en détention provisoire,. Le 25 juillet, un juge français émet un mandat d’arrêt international à l'encontre de Salaheddine Selloum (ou Salah Eddine Selloum), ancien premier secrétaire de l’ambassade d’Algérie à Paris, qui serait impliqué dans l'enlèvement,.